# Nestroy-Theaterpreis/Beste Ausstattung

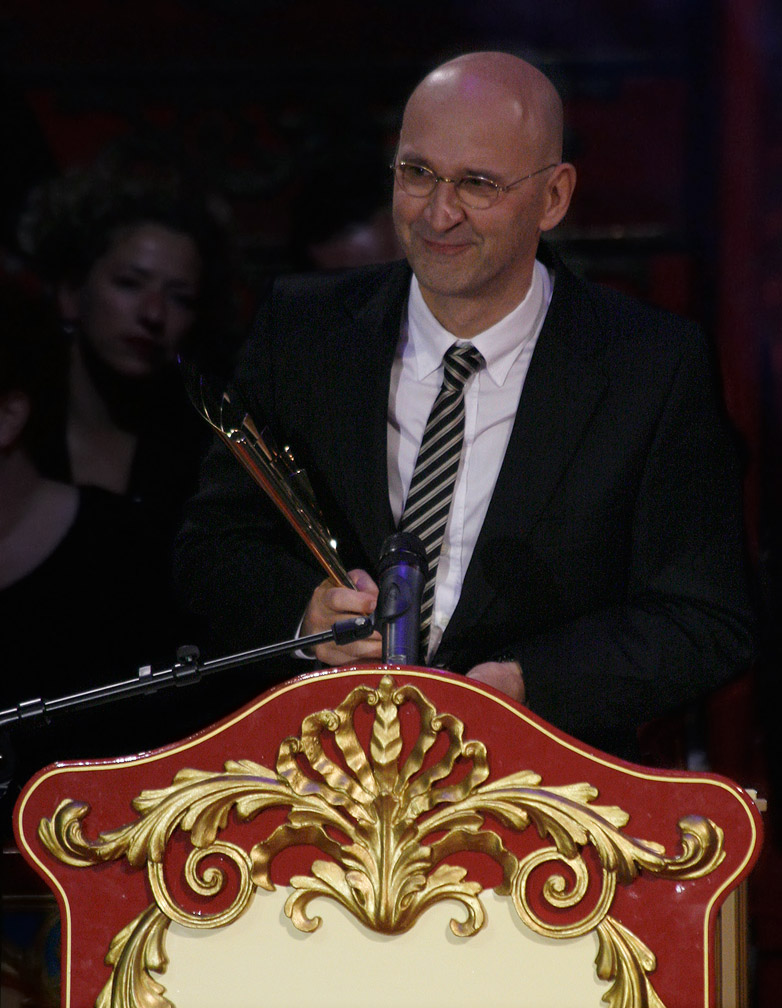
Martin Zehetgruber (Nestroy 2009)

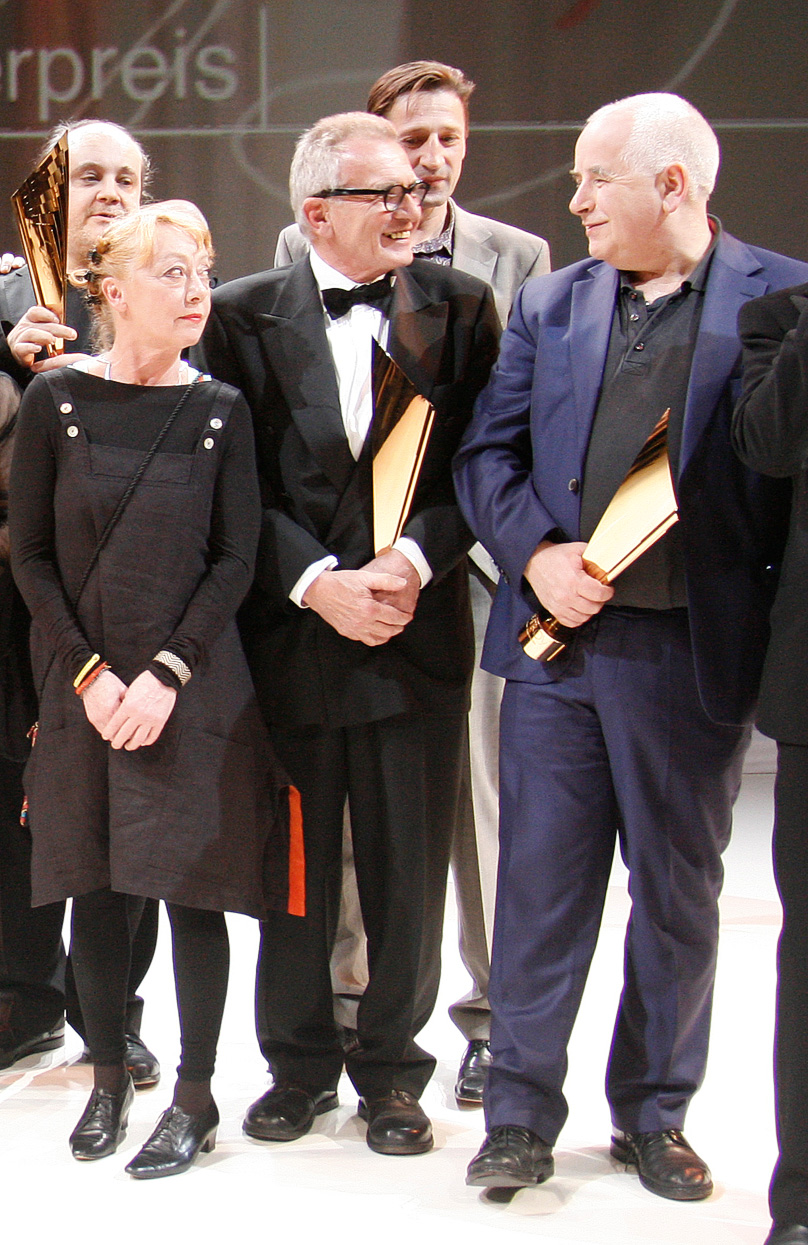
Johannes Schütz (rechts, Nestroy 2010)

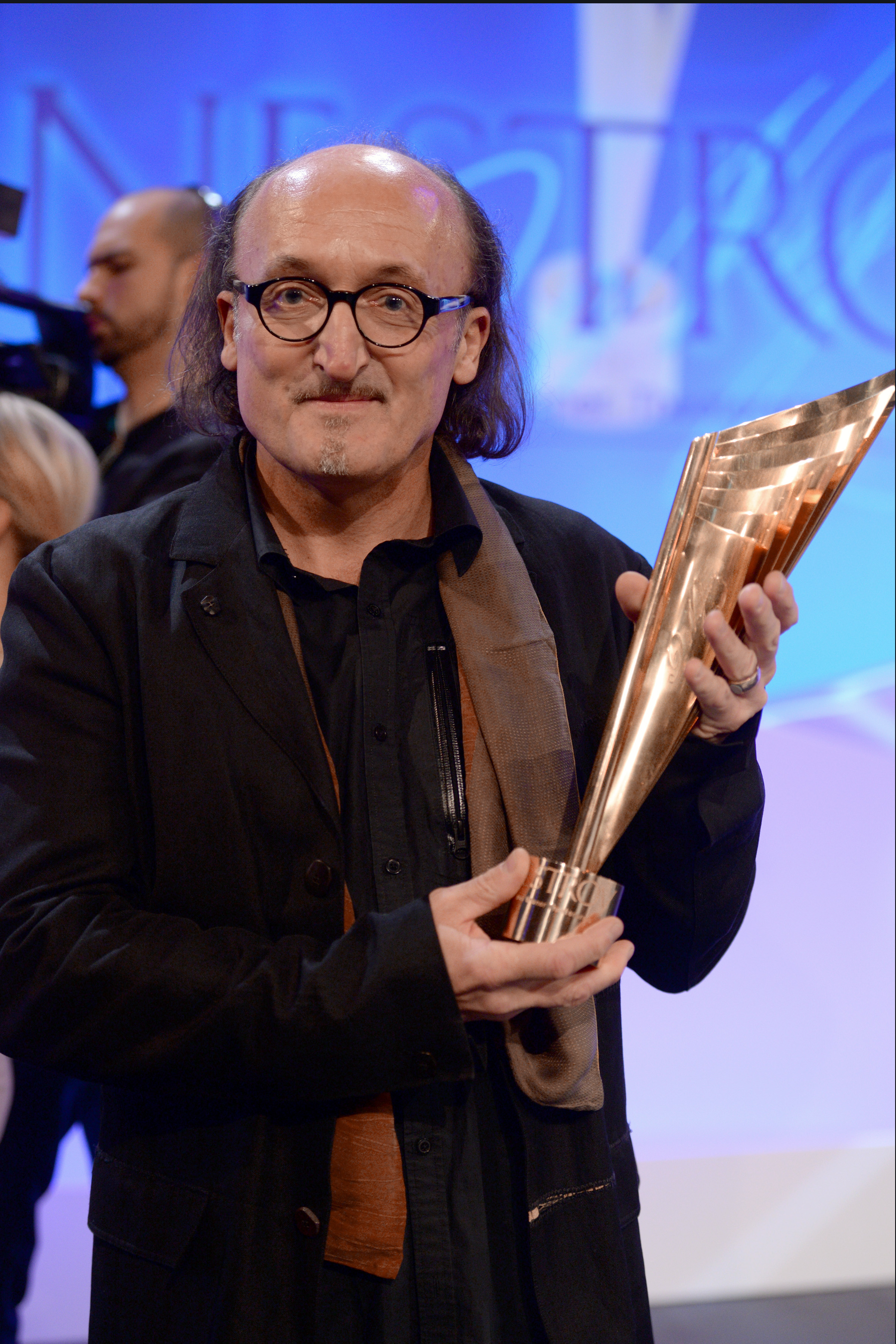
Hans Kudlich (Nestroy 2014)

Seit 2000 werden beim Nestroy-Theaterpreis die Besten Ausstatter ausgezeichnet.

## Preisträger
| Jahr | Ausstatter                                                | Inszenierung                                 | Ort der Aufführung                                                                 | Weitere Nominierte |
| ---- | --------------------------------------------------------- | -------------------------------------------- | ---------------------------------------------------------------------------------- | --- |
| 2000 | Ulrike Kaufmann                                           | Nemo. Nemo Loquitur                          | Serapionstheater                                                                   | - Bert Neumann für Endstation Amerika - Martin Zehetgruber für Weh dem, der lügt!, Gespenstersonate und Hamlet                                                                        |
| 2001 | Martin Zehetgruber                                        | Glaube und Heimat                            | Burgtheater                                                                        | - Andreas Kriegenburg für Revolution! - Susanne Raschig für Der jüngste Tag |
| 2002 | Martin Zehetgruber                                        | Letzter Aufruf                               | Burgtheater                                                                        | - Olaf Altmann für Edward II. - Igor Bauersima und Georg Lendorff für das maß der dinge                                                                                               |
| 2003 | Bert Neumann Jan Speckenbach                              | Forever Young                                | Volksbühne Berlin                                                                  | - Franz Lehr für Innerhalb des Gefrierpunktes - Etienne Pluss für Die Zeit der Plancks                                                                                                |
| 2004 | Martin Zehetgruber                                        | Don Carlos                                   | Burgtheater                                                                        | - Igor Bauersima, Alexandra Deutschmann und Georg Lendorff für Bérénice de Molière - Cécile Feilchenfeldt für Vorher/Nachher                                                          |
| 2005 | Ulrike Kaufmann Max Kaufmann Antonio Nodari Erwin Piplits | Xenos                                        | Serapionstheater                                                                   | - Katrin Nottrodt für Babel - Peter Schubert für Der Steppenwolf |
| 2006 | Martin Zehetgruber                                        | Höllenangst                                  | Burgtheater                                                                        | - Katrin Brack für Tartuffe - Lena Kvadrat für De Lady in de Tutti Frutti Hat |
| 2007 | Katrin Brack                                              | Molière. Eine Passion                        | Salzburger Festspiele/ Schaubühne am Lehniner Platz                                | - Stéphane Laimé für Viel Lärm um nichts - Rolf Langenfass für Mein Nestroy |
| 2008 | Viktor Bodó                                               | Alice                                        | Schauspielhaus Graz                                                                | - Hyun Chu für Clavigo - Rolf Langenfass für Nächstes Jahr - gleiche Zeit |
| 2009 | Martin Zehetgruber                                        | Der Weibsteufel                              | Akademietheater/Burgtheater                                                        | - Stefan Heyne für Elementarteilchen - Florian Lösche für Die Welt ist groß und Rettung lauert überall                                                                                |
| 2010 | Johannes Schütz                                           | Das Begräbnis                                | Burgtheater                                                                        | - Hans Kudlich für Liliom - Monika Pormale für Eine Familie |
| 2011 | Thomas Schulte-Michels                                    | Herr Puntila und sein Knecht Matti           | Volkstheater (Wien)                                                                | keine |
| 2012 | Olaf Altmann                                              | Winterreise                                  | Akademietheater/Burgtheater                                                        | keine |
| 2013 | Annette Murschetz                                         | In Agonie                                    | Wiener Festwochen/ Residenztheater München                                         | keine |
| 2014 | Hans Kudlich                                              | Woyzeck                                      | Volkstheater (Wien)                                                                | keine |
| 2015 | Ivan Bazak                                                | Johnny Breitwieser                           | Schauspielhaus Wien                                                                | keine |
| 2016 | Harald B. Thor                                            | Wassa Schelesnowa                            | Burgtheater                                                                        | keine |
| 2017 | Katrin Brack                                              | Carol Reed und der herzerlfresser            | Akademietheater                                                                    | keine |
| 2018 | Alice Babidge                                             | Hotel Strindberg                             | Akademietheater in Koproduktion mit dem Theater Basel                              | keine |
| 2019 | Raimund Orfeo Voigt                                       | Der einsame Weg Sommergäste                  | Theater in der Josefstadt Salzburger Festspiele                                    | - Katrin Brack für Deponie Highfield – Koproduktion Wiener Festwochen, Burgtheater - Monika Pormale für Liliom – Koproduktion Salzburger Festspiele, Thalia Theater Hamburg           |
| 2020 | Ene-Liis Semper Tiit Ojasoo                               | Meister und Margarita (Bühne, Kostüm, Video) | Akademietheater                                                                    | - Bettina Meyer für The Party (Bühne) – Burgtheater - Annelies Vanlaere für Der Kirschgarten (Kostüme) – Theater in der Josefstadt                                                    |
| 2021 | Nina von Mechow                                           | Die Gewehre der Frau Kathrin Angerer (Bühne) | Koproduktion Wiener Festwochen und Volksbühne am Rosa-Luxemburg-Platz Berlin       | - Pia Maria Mackert – Die Jagdgesellschaft (Bühne) – Akademietheater - Martin Zehetgruber – Automatenbüfett (Bühne) – Akademietheater                                                 |
| 2022 | Peter Baur (Bühne) Jonas Link (Video)                     | Die Schwerkraft der Verhältnisse             | Akademietheater                                                                    | - Aleksandar Denić – Zdeněk Adamec (Bühne) – Burgtheater - Paul Horn (Bühne) – The Art of Asking Your Boss for a Raise – toxic dreams und brut Wien                                   |
| 2023 | Nikola Knežević                                           | Ophelia’s Got Talent (Bühne)                 | Volksbühne am Rosa-Luxemburg-Platz Berlin, Spirit, Tanzquartier Wien, Volkstheater | - Victoria Behr (Kostüme) – Die Eingeborenen von Maria Blut – Burgtheater/Akademietheater - Mirjam Stängl (Bühne) – Zwiegespräch – Burgtheater/Akademietheater                        |
| 2024 | Victoria Behr (Kostüme) Pia Maria Mackert (Bühne)         | Die Verwandlung                              | Burgtheater/Akademietheater                                                        | - Mira König (Bühne & Kostüme) – Der Nebel von Dybern – Theater Nestroyhof Hamakom - Mehmet & Kazim (Bühne & Videoanimation) – Sonne / Luft – Schauspielhaus Graz, Steirischer Herbst |

| Am häufigsten honorierter Ausstatter           | Martin Zehetgruber (5 Auszeichnungen)                                   |
| Am häufigsten nominierter Ausstatter           | Martin Zehetgruber (7 Nominierungen)                                    |
| Am häufigsten nominierter Ausstatter ohne Sieg | Igor Bauersima, Rolf Langenfass und Georg Lendorff (je 2 Nominierungen) |